# ヴィルシュテット (ニーダーザクセン)
ヴィルシュテット (ドイツ語: Wilstedt) は、ドイツ連邦共和国ニーダーザクセン州のローテンブルク（ヴュンメ）郡に属す町村（以下、本項では便宜上「町」と記述する）で、ザムトゲマインデ・タルムシュテットを構成する町村の一つである。

## 歴史
ヴィルシュテットは、864年にブレーメン大司教アンスガーの「Miracula Willehadi」（Willehadの奇蹟）中に「Willehad」という名で初めて登場する。この文書には、この集落出身の女性が司教ヴィレハトの墓の前で盲目が治ったという記述がある。
信頼の置ける文書としては、教皇カリストゥス2世が Willenstede の農場をラステーデ修道院に贈与した時のものである。

## 行政

### 議会
この町の町議会は11議席からなる。

### 紋章
この紋章の向かって左側は銀地に黒いフェルデンのナーゲル十字（下端が尖った十字）で、フェルデン司教区への帰属を示している。向かって右は青地にブレーメン大司教アンスガーの金の像で、右手に司教杖、左手に教会を持っている。これは、この町の名前がアンスガーによって初めて言及されていることを想起させる。

## 文化と見所

### スポーツ
スポーツクラブ MTVヴィルシュテットはテニスや射撃を含む多くの種目を備えて、スポーツ活動を支えていた。この他に町には水泳プールもある。

### 年中行事
- 週の市（毎週木曜日の8:30から）
- ヴィルシュテットの春市と秋市
- ヴィルシュテットのオリーブオイル収穫祭（5月の第1週末）
- 射撃祭
- ヴィルシュテット・バイ・ナハト - ヴィルシュテットの夕刻レース -
- ヴィルシュテット・オープン・エア（7月の最終土曜日）

## 経済と社会資本
ヴィルシュテットは、ブレーメンとハンブルクの中間に位置する交通の便の良さから、ゆったりとした順調な経済拡大を示している。土地利用計画上は混合地域であり、工場立地はいつでも可能である。2つの産業地域があり、そのうちの一つは鉄道の便もある。

### 教育
集落の中止には基礎課程学校がある。4km 離れた上級の学校（本課程学校、実科学校、ギムナジウム上級）へはスクールバスの便がよい。

## 引用
1. ↑  Landesamt für Statistik Niedersachsen, LSN-Online Regionaldatenbank, Tabelle A100001G: Fortschreibung des Bevölkerungsstandes, Stand 31. Dezember 2023